# Танасије Куваља
Танасије Тане Куваља (Разбој, 24. јул 1946) је српски и југословенски бициклиста и аутомобилиста. Бивши је репрезентативац СФР Југославије у друмском бициклизму.

## Биографија
Играо је фудбал у бањолучком клубу „Жељезничар“, а потом се опредијелио за бициклизам. Овим спортом почео се бавити у априлу 1963. и након неколико дана побиједио је у трци за првенство СР БиХ. Ускоро је постао репрезентативац СФРЈ. Био је стални члан бициклистичке репрезентације СФРЈ до 1976. и њен капитен. Побјеђивао је на тркама широм Европе и свијета. Освојио је сребрну медаљу на Балканском првенству на Родосу (1975). Учествовао је на Олимпијским играма у Мексико Ситију (1968). Наступао је за Бициклистички клуб „БСК“, Бања Лука. Петоструки је освајач првенства СФРЈ. Проглашен је најбољим спортистом
Босанске Крајине (1964), у избору дневног листа „Глас“. По завршетку бициклистичке каријере, 1977. почео је да се бави аутомобилизмом. Седам пута је био првак СФРЈ. Добио је три Златне кациге у више класа. Побјеђивао је и постављао рекорде на свим стазама у Југославији, како кружним тако и брдским. У сезони 1991/92, као члан Аутомобилског
клуба „Оптима Модрича“, заједно са Павлом Комненовићем и Миодрагом Ђелмашом, освојио је прво мјесто у класи возила BMW M3 у трци у Мизану (Италија).